# 津波古政正

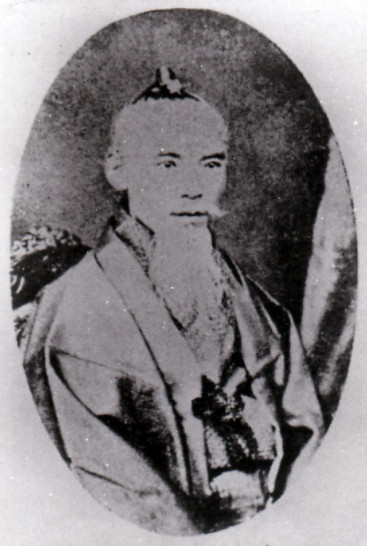
津波古政正

津波古 政正（つはこ せいせい、1816年 - 1877年）は、琉球王国の政治家。東氏津波古殿内の十三世。唐名は東国興、童名は樽金。

## 生涯
1816年、首里に生まれた、津波古 政輔の長男。
1840年若里之子（従八品）に叙せられ、官生（留学生）となる。に北京の国子監で八年間修学、儒学者・孫衣言に師事した。帰国後は国学講談師匠（最高学府の講師）に任ぜられ、後に黄冠に叙せられる。その後、当座敷（従五品）に叙せられる、座敷（従四品）に叙せられる。系図仮中取（国史・家譜の役所の事務長補佐）、系図中取（国史・家譜の役所の事務長）に任ぜられる。後に高奉行職（田畑・諸知行・唐船出入の点検等の役所の長官）に任ぜられる。その後、講談読上役（主席講師）に任ぜられる。後に御書院当職（国賓を迎え入れる御殿の責任者）に任ぜられる。
尚泰王の侍講官（国師）を務めた。琉球王国末期を代表する知識人の1人で、理知的でバランス感覚を持つ政治家として知られる。後に佐敷間切津波古地頭職に任ぜられる。その後、申口吟味役（財政以外の国政の次官）に任ぜられる。後に御所帯方吟味役（租税・国庫出納の役所の次官）、平等之側（司法・首里の土地山林の布告令達の役所の責任者）に任ぜられる。その後、御双紙庫理奉行（城中管掌・褒賞の役所の長官）に任ぜられる。1864年には請封進貢使者として清国に渡る。
津波古親方政正が在東京使者として東京に駐在中の明治8年（1875年）、琉球から東京へ出向いた池城安規（三司官）、与那原良傑（東京使者）、幸地朝常（鎖之側）らに対し、明治政府が、清国との関係断絶命令などを伝えた際の交渉に立ち会っている。
明治政府による琉球処分(沖縄県設置)の動きをめぐって、琉球王国内部が紛糾した際も、常に冷静な判断を下すよう、尚泰王へ「自ら進んで版籍奉還する事が国益である」と意見具申したが、激動の渦中で死去（1877年）したため、その資質は十分に生かされなかった。津波古親方政正は、本土で廃藩置県が実施されると、直ちに視察員を他藩へ派遣して、その状況を調査させた。その上で、沖縄も自ら進んで版籍奉還を済ませて日本に合流すべきと主張したという。
当時の内務省出張所の吏員であった河原田盛美著書の「琉球紀行」によると、津波古親方政正は王府の知的顧問として、漢学を排して洋学を学び、特に今後は理化学を身につけねばならぬことを強調し、中国当路に人物のないことを慨嘆したという。
と、津波古親方政正の言行が残されている。
牧志恩河事件の時、 無実の罪に酷刑をもって報いようとした王府主流の主張を退けて、尚泰王に穏便な裁定を行わせたのが、津波古親方政正だった。また、琉球処分の際、亀川親方盛武を中心とする久米村士族の猛反対を押し切って、尚泰王に版籍奉還の決意を促したのも津波古親方政正を中心とする王側仕たちだったと伝えられる。

## 弟子
高弟に「琉球見聞録」の著者である喜舎場朝賢がいる。

## 書物への登場
津波古親方政正は大城立裕著書の「小説琉球処分」に登場する。

## 漢詩

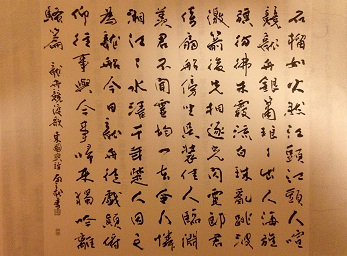
龍舟競渡歌(東国興)

東国興の詩稿

東国興詩集

津波古親方政正は北京語や英語などの語学に堪能な人物であった。琉球大学附属図書館や沖縄県立図書館に「東国興詩集」が所蔵されている。
東国興（津波古親方政正）が書いた物の1つに、「龍舟競渡歌」という漢詩がある。
（意訳）：「火が赤く燃えるように石榴（ザクロ）の花が咲く岸、見物の人々のざわめきの中、いよいよ龍舟（ハーリー）の始まりだ。銀色の笛が鳥の清らかな囀りのように鳴る中、繰り出した人は数知れず、林立する旗が風にはためき、まるで朝焼けか夕焼けが赤く流れるよう。さて早くも競漕が始まると、枻の跳ね上げる白い水珠は乱れ飛び、波は矢のように走る。先を行く船、後を追う船、いずれ劣らず稲妻のように疾い。貴公子が、漕ぎ手に力を添える旗を持って船の傍に坐し、その美しい姿は、呉の美人も羨むほど。あなたは聞いたことがないか。屈原が去ってから、人々は湘江にいつまでも心惹かれ、憐れんでいるということを。その湘江の水は千年も変わらず清らかに澄んでいる。楚の人たちは、屈原のために龍舟の競漕をするようになったというが、今日の龍舟はわざと船を転覆させたりして、楽しい遊びのようだ。俯いたり仰いだりして、古のことや今のことに思いを巡らし、深い感慨を抱いて帰り、一人屈原を偲んで離騒（楚辞）を吟じる。」（「琉球漢詩の旅」より）

## 野村安趙との関係
琉球古典音楽の野村流を開いた野村里之子親雲上安趙（野村安趙）は機知に富むが、学者肌の津波古親方政正とはソリが合わなかった。ある日、玉川御殿で歌会が催された。宴も盛り上がり、次は歌三線に移ろうと、津波古親方政正が野村里之子親雲上安趙に「歌シャーターは揃ったか」と聞くと、「学シャーターが何を仰る。学シャーターの者も、豚シャーターの者も同じではないですか」と津波古親方政正をやりこめた。尚泰王は別荘お茶屋御殿で宴会をもった。野村里之子親雲上安趙の書く文字の面白さを見て、津波古親方政正が「先生はサー、難しいのを書かれるね」と言ったので、野村里之子親雲上安趙は「今、仰ったサーは何の字を当てるのですか」と聞いた。津波古親方政正が「知らん」と答えると「小の字です。和文に小夜ふけては小と書いてあります」と言ったので津波古親方政正は苦笑いするしかなかった。（「東汀随筆」より）